# Wong Jing
Pour les articles homonymes, voir Wong.
Wong Jing (王晶, né le 3 mai 1955) est un réalisateur, producteur et scénariste hongkongais.
Particulièrement prolifique, s'adaptant aux tendances à la mode et doté d'un solide sens de la publicité, il joue un rôle significatif dans le cinéma hongkongais depuis le milieu des années 1970.
Il a réalisé, produit ou écrit plus de 175 films, agissant également de temps en temps comme acteur dans certains d'entre eux. Il utilise une méthode de production de masse efficace, faisant largement appel à des assistants réalisateurs et lui permettant de travailler sur plusieurs films à la fois. Il travaille ainsi avec deux sociétés de production différentes qu'il a fondées, la Wong Jing's Workshop Ltd. et la BoB and Partners Co. Ltd. (en), celle-ci ayant été créée en association avec le réalisateur Andrew Lau et le scénariste/producteur Manfred Wong.

## Biographie
Né à Hong Kong, Wong est le fils du réalisateur Wong Tin-lam (en). Il est diplômé de littérature chinoise de l'université chinoise de Hong Kong, diplôme qu'il estime « inutile ».
Comme beaucoup de personnalités du cinéma hongkongais de son époque, Wong commence sa carrière à la télévision, dans son cas en 1975 dans l'écriture de scénarios pour l'importante chaîne locale TVB. Il travaille ensuite au même poste pour la Shaw Brothers où il fait finalement ses débuts de réalisateur avec Challenge of the Gamesters en 1981. Ce début préfigure déjà ses succès ultérieurs avec des films sur les jeux d'argent, tels que Les Dieux du jeu (1989), avec Chow Yun-fat et Andy Lau, qui connait un succès commercial record à Hong Kong et lance la mode du genre.
Il déclare que ses films sont des succès car ils donnent aux gens ce qu'ils veulent et non ce qu'ils devraient vouloir. Une de ses productions typiques est la comédie populaire (Boys Are Easy, 1993) ou un film dans un genre à la mode comme les arts martiaux (Holy Weapon, 1993), le thriller érotique (Naked Killer, 1992) ou le film de gangsters (Young and Dangerous, 1996). Il adapte rapidement ses films pour saisir ce qui marche en ce moment[style à revoir] comme l'humour slapstick ou scatologique, le sentimentalisme excessif, la violence caricaturale, la sexualisation gratuite, et les références parodiques aux films célèbres hongkongais et américains.
Wong a également réalisé ou produit plusieurs comédies avec Stephen Chow, qui est l'acteur le plus populaire à Hong Kong depuis le début des années 1990, comme Les Dieux du jeu 2 (1991), Tricky Brains (1991), Royal Tramp (1992), Royal Tramp 2 (1992) et Sixty Million Dollar Man (1995).
Les compétences commerciales de Wong ne se limitent pas au contenu de ses films ou à sa distribution. Il utilise également les tactiques promotionnelles d'Hollywood tels que la commercialisation de romans du film, des bandes dessinées et autres produits, ainsi que des interviews de magazines, bien avant que cela ne devienne courant à Hong Kong.
Le style de Wong, souvent perçu comme criard, grossier et inculte, peut être l'une des raisons de sa faible considération chez les critiques. Selon la réalisatrice Ann Hui, en parlant de son drame à succès Song of Exile (1990), il aurait déclaré « Qui veut regarder la vie d'une femme grosse ? ». En 1994, il se fait agresser devant ses bureaux par des individus non identifiés qui lui cassent les dents. Il pourrait s'agir de représailles des triades pour ses propos peu judicieux, l'implication des organisations criminelles dans le cinéma à Hong Kong étant un fait notoire, bien qu'une rumeur attribue des liens entre Wong et les triades.
Depuis la fin des années 1990, les films de Wong fonctionnent beaucoup moins bien au box-office en raison de la lente récession ayant touché le cinéma hongkongais. Cependant, un certain nombre de ses films sortis dans les années 2010, tels que From Vegas to Macau, lui ont valu un regain de succès en Chine continentale.

## Filmographie
- 1981 : Challenge of the Gamesters
- 1982 : Winner Takes All
- 1983 : Mercenaries from Hong Kong
- 1983 : Hong Kong Playboys
- 1984 : I Love Lolanto
- 1984 : The Frog Prince
- 1985 : Modern Cinderella
- 1985 : The Flying Mr. B
- 1986 : Magic Crystal
- 1987 : Born to Gamble
- 1987 : The Romancing Star
- 1988 : The Crazy Companies
- 1988 : Love Army
- 1988 : The Romancing Star 2
- 1988 : Mr. Possessed
- 1989 : The Crazy Companies 2
- 1989 : Casino Raiders
- 1989 : Doubles Cause Troubles
- 1989 : The Romancing Star 3
- 1989 : Crocodile Hunter
- 1989 : Ghost Fever
- 1989 : Les Dieux du jeu
- 1990 : No Risk, No Gain
- 1990 : The Big Score
- 1990 : Perfect Girls
- 1990 : The Last Blood
- 1990 : Jail House Eros
- 1991 : Tricky Brains
- 1991 : Dances with Dragon
- 1991 : Money Maker
- 1991 : Les Dieux du jeu 2
- 1991 : Les Dieux du jeu 3 : Retour à Shanghai
- 1992 : Truant Heroes
- 1992 : She Starts the Fire
- 1992 : Deadly Dream Woman
- 1992 : Royal Tramp
- 1992 : Royal Tramp 2
- 1992 : Casino Tycoon
- 1992 : Casino Tycoon 2
- 1993 : Boys Are Easy
- 1993 : Evil Cult
- 1993 : Legend of the Liquid Sword
- 1993 : Holy Weapon
- 1993 : Les Griffes d'acier
- 1993 : Fight Back to School 3
- 1993 : Future Cops
- 1993 : Perfect Exchange
- 1993 : Niki Larson
- 1994 : Whatever You Want
- 1994 : To Live and Die in Tsimshatsui
- 1994 : Return to a Better Tomorrow
- 1994 : Modern Romance
- 1994 : Hail the Judge
- 1994 : La Légende du dragon rouge
- 1994 : L'Arnaqueur de Hong Kong
- 1995 : Meltdown, terreur à Hong Kong
- 1995 : The Saint of Gamblers
- 1995 : Sixty Million Dollar Man
- 1996 : Twinkle Twinkle Lucky Star
- 1997 : Les Dieux du jeu 3 : Les Débuts
- 1997 : We're No Bad Guys
- 1998 : Step Into the Dark
- 1998 : A True Mob Story
- 1998 : Love Generation Hong Kong
- 1998 : Tricky King
- 1998 : The Conman
- 1999 : Raped by an Angel 4: The Raper's Union
- 1999 : The Tricky Master
- 1999 : Crying Heart
- 1999 : Prince Charming
- 1999 : The Conmen in Vegas
- 2001 : My Schoolmate the Barbarian
- 2001 : Everyday Is Valentine
- 2001 : Love Me, Love My Money
- 2003 : Honesty
- 2003 : Colour of the Truth
- 2003 : The Spy Dad
- 2004 : Moving Targets
- 2004 : Sex and the Beauties
- 2004 : Love Is a Many Stupid Thing
- 2005 : Kung Fu Mahjong
- 2009 : I Corrupt All Cops
- 2009 : On His Majesty's Secret Service (en)
- 2009 : To Live and Die in Mongkok (en)
- 2010 : Black Ransom (en)
- 2010 : Time Warriors : La Révolte des mutants
- 2011 : Men Suddenly in Love (en)
- 2011 : Treasure Inn (en)
- 2011 : Hong Kong Ghost Stories (en)
- 2012 : Marrying Mr. Perfect (en)
- 2012 : Mr. and Mrs. Gambler
- 2012 : The Last Tycoon
- 2013 : Princess and the Seven Kung Fu Masters (en)
- 2013 : Mr. and Mrs Player
- 2014 : From Vegas to Macau
- 2015 : From Vegas to Macau 2
- 2016 : From Vegas to Macau 3
- 2016 : Mission Milano
- 2017 : Chasing the Dragon
- 2019 : Chasing the Dragon 2
- 2020 : Enter the Fat Dragon
- 2021 : Once Upon a Time in Hong Kong
- 2022 : New Kung Fu Cult Master 1 (en)